# Allogonia completa
Allogonia completa är en insektsart som beskrevs av Fowler 1900. Allogonia completa ingår i släktet Allogonia och familjen dvärgstritar. Inga underarter finns listade i Catalogue of Life.